# 山風短
『山風短』（やまふうたん）は、せがわまさきによる日本の漫画。山田風太郎の短編小説を劇画化した作品で、『月刊ヤングマガジン』（講談社）にて2010年2号から2011年12号まで連載された。山田風太郎の小説を原作とした『バジリスク 〜甲賀忍法帖〜』『Y十M 〜柳生忍法帖〜』を発表してきたせがわまさきが、山田の短編小説を原作として劇画化したのがこの『山風短』である。
原作は『くノ一紅騎兵』（1971年）、『剣鬼喇嘛仏』（1976年）、『青春探偵団』（1959年）、『忍者 枯葉塔九郎』（1963年）の4作。「青春探偵団」以外は忍法帖シリーズ。「青春探偵団」のみ時代小説ではなく昭和30年代（執筆当時）の高校を舞台としたユーモアミステリ小説となっている。

## あらすじ

### 第一幕 くノ一紅騎兵
関ヶ原の戦いの前年、京の遊郭に集った上杉家の豪傑達は、陽炎という名の美女を愛でていた。しかし、彼女は大の男をもねじ伏せる技前を見せた後、自分は「大島山十郎」という男だと告げ、直江山城守に仕えたいと申し出る。議論の末、この申し出は受け入れられ、一行は越後へと。山十郎の目的は上杉謙信から愛姓であった山城守に伝えられたとされる衆道の奥義の伝授であった。
やがて、山十郎は上杉景勝の目に留まり、景勝の小姓に取り立てられ、関係を持つ。数か月後、山城守は一人の赤子を抱いて景勝の前に現れ、赤子が景勝と山十郎の子だと伝えた。衆道が極まると、背孕みとして男も妊娠するのだと。赤子は山城守が預かることになったが、すぐに赤子が攫われたと伝えてきた。山十郎は実は信州上田真田家に仕える者だったと置き手紙を遺していた。
真田家は豊臣方で反徳川の筆頭。それまで徳川と正面切って敵対することに躊躇していた景勝であったが、嫡子を取り戻すためにも反徳川の旗色を鮮明にせねばならなかった。直江状によって激怒した徳川家康は上杉征伐の兵を出した。
東西から徳川を挟撃するはずが、関ヶ原の戦いで豊臣方のあまりにも早い敗北から、上杉方は追撃する徳川方を退けながら退却戦を行う。その直前に、上杉方に白馬に乗った若武者が現れた。胸には赤子を抱き、手には薙刀。旗指物は、真田の六紋銭。大島山十郎であった。山十郎は景勝に赤子を返すと共に、自らが真田のくの一であり本名を陽炎だと告白する。
退却戦の最中、徳川兵に討たれる寸前の山城守を救ったのは、自らの血と返り血で真っ赤に染まった白馬と陽炎であった。山城守に別れを告げると陽炎は追手の大軍に向かって単騎で駆けて行き、やがて幻のように消えて行った。

### 第二幕 剣鬼喇嘛仏
佐々木小次郎を倒した宮本武蔵は、巌流島からの帰路、小舟の上で観音の木像を彫っていた。そんな武蔵の前に、長岡与五郎が現れ、果し合いを挑む。海上での2人の決闘は、二刀を用いた武蔵の勝利に終わる。海に落とされた与五郎は去っていく武蔵を見送ることになるが、彼の目の前には武蔵が彫った観音の木像が浮かんでいた。細川家は徳川家に恭順の意志を表すために、与五郎を人質に出すことを決めたが、江戸への途中で与五郎は出奔する。
2年後、諸国放浪の武者修行を行っていた与五郎が小倉に戻ってくる。与五郎は武蔵が大坂にいると聞き大坂の役直前の大坂城へ行くことを望む。細川家当主にして与五郎の父である細川忠興は御家存続のために孫を作ってから行くように説得をした。そこで、武術の腕の立つ細川家お抱えの忍者集団・青龍寺組の頭領の孫娘の登世が、与五郎の相手となった。
一夜明けてみると、与五郎と登世は結合したまま。頭領から施された秘術「歓喜喇嘛仏」によって、赤子が産まれてくる以外には、登世が死んでも離れないという状態になったのだ。それでも武蔵と仕合うのを望む与五郎に、登世も協力を申し出て、結合したまま大坂へと向かう。一方、嫡子である与五郎が豊臣方に味方するのは細川家としての立場上まずく、青龍寺組は討手を差し向けるも、与五郎と登世に撃退される。
大坂城に着いた与五郎と登世は、城内にいた宮本武蔵と再会する。……が、2人の姿を見て武蔵は唖然。再戦の申し出は、赤子が産まれて、2人が分離してから……ということに話が落ち着く。剣名に高い武蔵であったが、配下がいないため大坂城では冷遇されていた。与五郎は自ら武蔵の配下を名乗り奮戦するも大坂冬の陣は終わる。与五郎と登世の間には赤子が産まれて2人は分離できたが、武蔵はいずこかへと去っていた。武蔵を追って大坂城を出ようとする与五郎に対し、登世は赤子と共に大坂城に残ることを告げた。与五郎が大坂城を出た後に大坂城は大坂夏の陣で落城。城内に残っていた登世は重傷を負っていたが、千姫に見つけられ赤子ともども大坂城から脱出する。一方、与五郎は武蔵との再戦を行わず、瓦礫と化した大坂城で正気を失ったように登世を探していたところを青龍寺組の忍者たちに連れ去られる。
廃寺で青龍寺組の忍者たちに囲まれて切腹しようとする与五郎の前に、赤子を背負って傷だらけの登世が現れ、2人は泣き崩れながら抱き合った。
青龍寺組の忍者たちは与五郎が切腹したものとし、与五郎と登世と赤子はいずこかへと去って行った。

### 第三幕 青春探偵団
時代は昭和30年代。霧ガ城高校に「殺人クラブ」なるものがあった。このクラブの実態は、探偵小説好きな高校生6名（男3人、女3人）による「探偵小説愛好会」である。最近読んだ探偵小説の批評から殺人トリックの新案の案出、意地の悪い先生や寮の舎監にしっぺ返しをする……などがその主な活動である。これは、殺人クラブに所属する6人の高校生男女の、青春の日々を描いたお話である。
世間では女優・高城千鳥の高価なイヤリングが紛失したと話題になっていた夏のある日、6人はメンバーの1人の実家に泊まり込んでの海水浴へと出かける。砂浜で「砂の城」を造って遊んでいたところ、地元のチンピラが絡んでくる。

### 第四幕 忍者枯葉塔九郎
筧隼人は、駆け落ちした美しき妻・お圭と共に漂泊の旅を続けていた。一刀流の剣の腕さえあれば仕官は容易いと思い、お圭の手を取って脱藩したが、案に相違して奉公は決まらず、1年あまり諸国を流浪する羽目となった。また、お圭は確かに美しかったが、気位が高く、閨においても堅苦しい。おまけにそこそこの奉公先ならば見つかるのだが、そのような仕事はなりませぬと、お圭が断固として反対したため、話は流れてしまったのだ。そんなお圭の存在を疎ましく思い始めたころ、隼人は鳥取の地で、枯葉塔九郎という奇怪な男に出会う。塔九郎は、武芸好きな殿様が催す御前試合に隼人を勝たせ仕官を叶えさせる、その代わりお圭を譲ってくれと申し出るのだった。

## 登場人物
※担当声優は『戦国大戦』でのキャスト。

### 第一幕
大島 山十郎（おおしま さんじゅうろう）
声 - 三澤紗千香
女と見紛う美貌の少年。たおやかな外見とは裏腹に凄まじい武術の持ち主。京の遊郭では「陽炎」と名乗る。
直江山城守兼続（なおえ やましろのかみ かねつぐ）
声 - 小野大輔
上杉家の家老。
上杉 景勝（うえすぎ かげかつ）
上杉謙信の甥。会津120万石の大名。
前田穀蔵院咄然斎（まえだ こくぞういん とつねんさい）
前田利家の甥である前田慶次郎利太の後身。かぶき者で、いたずら好き。「山城守の困り顔が見てみたい」という理由で山十郎の受け入れに賛成する。
上泉主水（かみいずみ もんど）
新陰流開祖、上泉伊勢守信綱の孫。剣術の達人。
車丹波守猛虎（くるま たんばのかみ たけとら）
剛力無双の巨漢で、鉄砲の名人。常陸の佐竹家から上杉家に仕官する。
岡野 左内（おかの さない）
宇都宮の蒲生家から上杉家に仕官した豪傑の1人。キリシタン武将で、大きな経済力を持つ。
千坂民部（千坂対馬守景親）（ちさか みんぶ、ちさか つしまのかみ かげちか）
謙信のころからの重臣の1人で、上杉家の家老。

### 第二幕
長岡与五郎興秋（ながおか よごろう おきあき）
豊前国小倉藩40万石の大名・細川忠興の次男。29歳。母である細川ガラシャ夫人に似た美男子。長兄の忠隆が嫡子であったため、旧姓の長岡を称していた。
無類の剣術好きで、その腕前は小次郎にも「天下に相許すは君と吾のみ」と言わしめた程の達人。徳川家に対する人質として江戸へ赴かねばならない身でありながら、武蔵に決闘を挑み、また江戸入りの前に出奔する等、奔放な人物でもある。
宮本武蔵（みやもと むさし）
その生涯において、闘いに敗れたことが無いとされる剣豪。佐々木小次郎との決闘を終えた後、挑戦してきた与五郎を二刀を遣って退ける。
袋 兵斎（ふくろ ひょうさい）
細川家に仕える忍びの集団である青竜寺組の頭。
登世（とせ）
袋兵斎の孫娘。可憐な娘だが、その腕前は青竜寺組随一。

### 第三幕
秋山 小太郎（あきやま こたろう）
霧ガ城高校3年生で、青雲寮在住の男子学生。左目の下に泣き黒子のある眉目秀麗な少年。
穴沢 早助（あなざわ そうすけ）
霧ガ城高校3年生で、青雲寮在住の男子学生。愛嬌のある少年。
大久保 大八（おおくぼ だいはち）
霧ガ城高校3年生で、青雲寮在住の男子学生。メンバー随一の大男で、柔道2段の腕前。
織部 京子（おりべ きょうこ）
霧ガ城高校3年生で、孔雀寮在住の女子学生。髪の毛を三つ編みにした美少女。
伊賀 小笹（いが こざさ）
霧ガ城高校3年生で、孔雀寮在住の女子学生。髪をヘアピンでとめた小柄な少女。
竹ノ内 半子（たけのうち はんこ）
霧ガ城高校3年生で、孔雀寮在住の女子学生。大柄な少女。柔道初段。
高城 千鳥（たかしろ ちどり）
映画スターで、人気女優。

### 第四幕
枯葉 塔九郎（かれは とうくろう）
怪しげな術を使う忍者。浅黒い肌で、分厚い唇と腫れぼったい瞼と薄い目をした男。
筧 隼人（かけい はやと）
一刀流の剣士。お圭を連れ、仕えていた藩を出奔した。
お圭（おけい）
隼人の妻。美貌で気位の高い女性。

## 掲載
- 『第一幕 くノ一紅騎兵』 2010年2号 - 7号
- 『第二幕 剣鬼喇嘛仏』 2010年8号 - 2011年2号
- 『第三幕 青春探偵団』 2011年3号 - 7号
- 『第四幕 忍者枯葉塔九郎』 2011年8号 - 2011年12号

## 書誌情報
- せがわまさき『山風短』講談社〈ヤンマガKCDX〉、全4巻
  1. 第一幕 くノ一紅騎兵 2010年8月6日発売 ISBN 978-4-06-375949-5
  2. 第二幕 剣鬼喇嘛仏 2011年3月4日発売 ISBN 978-4-06-376027-9
  3. 第三幕 青春探偵団 2011年8月5日発売 ISBN 978-4-06-376098-9
  4. 第四幕 忍者枯葉塔九郎 2012年1月6日発売 ISBN 978-4-06-376179-5